# سازنا
سازنا (به لاتین: Sazená) یک منطقهٔ مسکونی در جمهوری چک است که در شهرستان کلادنو واقع شده‌است.